# كريستينا ماريا
كريستينا ماريا هي مغنية كندية، ولدت في 14 مايو 1989 في أوتاوا في كندا.

## وصلات خارجية
- الموقع الرسمي
- كريستينا ماريا على موقع ميوزك برينز (الإنجليزية)
- كريستينا ماريا على موقع أول ميوزيك (الإنجليزية)
- كريستينا ماريا على موقع ديسكوغز (الإنجليزية)
- كريستينا ماريا على موقع ديسكوغز (الإنجليزية)